# White Town
Pour les articles homonymes, voir Mishra.
White Town est un groupe britannique de musique électronique originaire de Derby fondé par Jyoti Mishra (membre unique), un artiste britannique d'origine indienne. 
White Town est principalement connu pour son tube de 1997 intitulé Your Woman (souvent appelée du nom de son refrain, « I could never be your woman », 

## Historique
Jyoti Mishra, né le 30 juillet 1966 à Rourkela en Inde, arrive en Angleterre à trois ans. Passionné de musique, il prend des cours de guitare et de synthétiseur puis, avec des amis de lycée et d'autres musiciens, forme le groupe White Town en 1989. La formation commence sa carrière musicale par des concerts privés puis participe à des manifestations de musique électronique de faible notoriété. Jyoti Mishra, désirant passer à la vitesse supérieure, investit ses économies pour enregistrer une maquette destinée aux maisons de production et signe un contrat avec le label Parasol,.
Le groupe se produit dès lors à travers l'Angleterre et commence à se faire remarquer ; pour autant, Jyoti Mishra se retrouve seul à la tête de la formation, les autres membres choisissant de quitter le groupe. Il enregistre donc seul, en 1994, un premier disque Socialism, Sexism & Sexuality. Si cet opus, très électronique, recueille des critiques positives, les ventes ne décollent pas. En revanche, le public est intéressé par les textes provocateurs et White Town se produit de plus en plus régulièrement lors d'importantes manifestations de musique électronique,.
Peu à peu, Mishra enrichit son style en ajoutant des accords de guitare sur une base électronique. En 1996, à Derby, White Town présente le titre Your Woman, basée sur un sample jazz des années 1930, qui conquiert le public ; le single sort officiellement en 1997 et rencontre un succès spectaculaire : il monopolise les radios nationales puis s'exporte partout en Europe, particulièrement en Espagne où il se classe en tête des ventes durant de nombreuses semaines,.
La même année sort l'album Women in Technology chez Chrysalis Records/EMI. Dopé par le tube Your Woman, l'album se classe parmi les meilleures ventes de disques aux États-Unis et, avec des millions d'exemplaires vendus dans monde, White Town est désormais connu au-delà des frontières anglaises.
Après trois années de tournée, White Town quitte EMI pour le label Bzangy Groink et l'album Peek & Poke sort en 2000. Six ans plus tard, sort l'album Don't Mention the War qui marque la volonté de Mishra de se démarquer d'une production trop commerciale,,.

## Discographie

### Albums
| Date de sortie | Titre                         | Label         |
| -------------- | ----------------------------- | ------------- |
| 1994           | Socialism, Sexism & Sexuality | Parasol       |
| 1997           | Women in Technology           | Chrysalis/EMI |
| 2000           | Peek & Poke                   | Bzangy Groink |
| 2006           | Don't Mention The War         | Bzangy        |
| 2011           | Monopole                      | Bzangy        |

### Maxis
| Date de sortie | Titre                 | Label                               |
| -------------- | --------------------- | ----------------------------------- |
| 1990           | White Town            | Satya                               |
| 1991           | Alain Delon           | Parasol                             |
| 1992           | Bewitched             | Parasol                             |
| 1992           | Fairweather Friend    | Elefant                             |
| 1996           | >Abort, Retry, Fail?_ | Parasol Records / Chrysalis Records |
| 1998           | Another Lover         | Parasol                             |
| 2006           | A New Surprise        | Heavenly Pop Hits                   |
| 2012           | She's a Lot Like You  | Another Sunny Night / Eyes Minded   |